# Acide phtalamique
L'acide phtalamique est un composé organique aromatique de formule chimique C8H7NO3, constitué d'un cycle benzénique substitué par un groupe carboxyle et un groupe formamide en position ortho, dans une structure ainsi identique à celle de l'acide phtalique.
Les acides phtalamiques constituent une classe de composés intéressante en raison de leur différentes applications et activités biologiques.

## Synthèse
La méthode la plus couramment utilisée pour synthétiser l'acide phtalamique est la réaction de l'anhydride phtalique avec l'ammoniac. Cette réaction bien établie, conduit à la formation de l'acide phtalamique comme produit principal.
Le mécanisme de cette réaction consiste en l'addition d'un ammoniac sur l'anhydride phtalique conduisant à la formation du phtalimide. Le phtalimide ainsi produit est ensuite hydrolysé, ce qui entraîne la rupture du cycle imide et la formation de l'acide phtalamique.

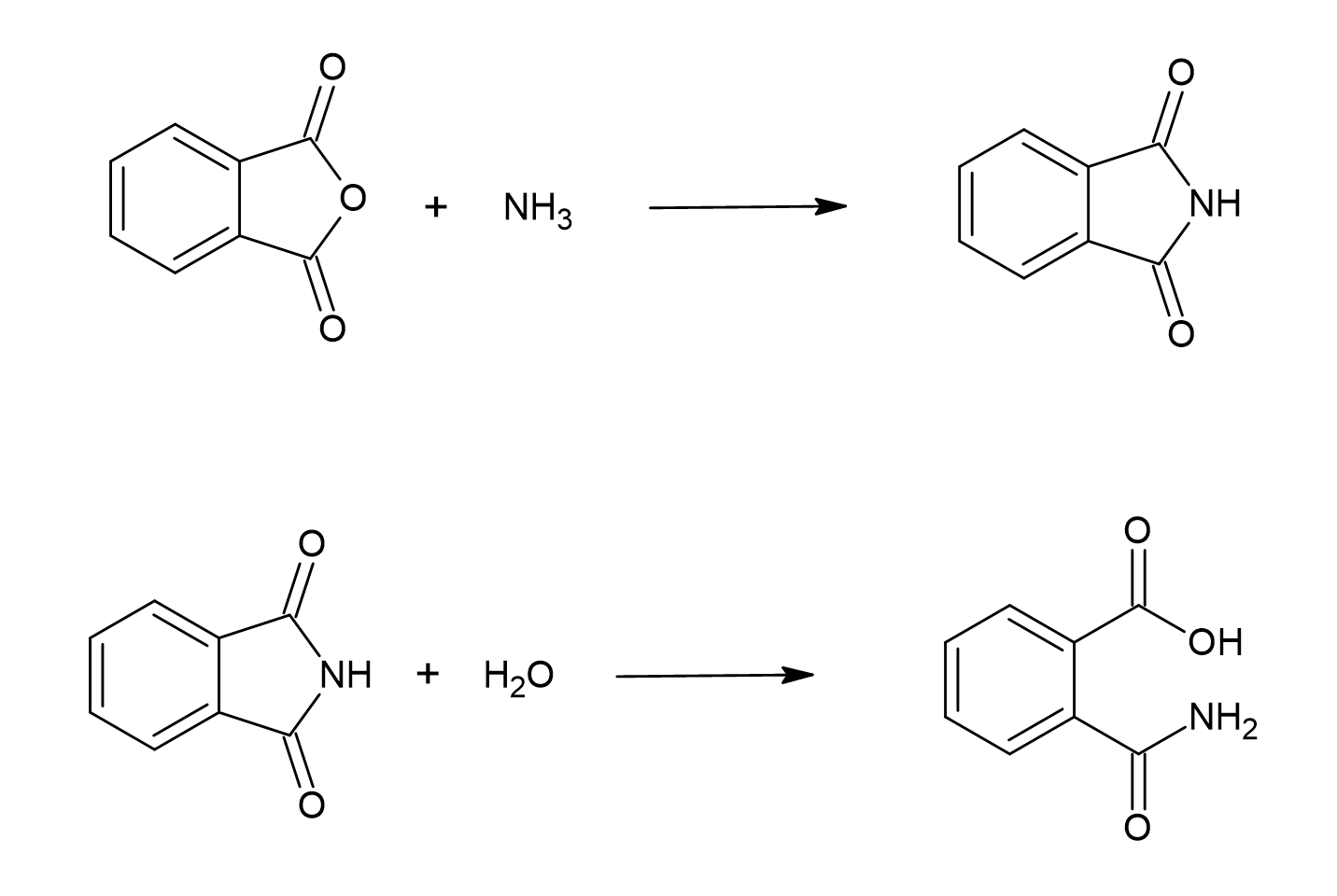
Étapes de synthèse de l'acide phtalamique

Pour obtenir des dérivés d'acide phtalamique, cette méthode est adaptée en substituant l'ammoniac par une amine primaire ou secondaire, permettant ainsi d'introduire différents groupes dans la molécule finale.

## Utilisations

### Régulateurs de croissance des plantes
Certains dérivés d'acides phtalamiques, tels que les acides naphtylphtalamiques, sont des inhibiteurs clé du transport directionnel de l'auxine, une hormone cruciale pour la croissance et le développement végétal.
Bien que le mécanisme précis derrière la perturbation du transport de l'auxine par ces dérivés ne soit pas entièrement élucidé, plusieurs modes d'action ont été proposés. Le plus probable implique la fixation des acides phtalamiques sur une famille de protéines, connues sous le nom de protéines PIN (en), des protéines responsables du transport de sortie de l'auxine au niveau des membranes plasmiques. Les dérivés d'acide phtalamique semblent perturber ce transport en inhibant sélectivement l'activité de ces protéines PIN, ce qui induit une accumulation locale d'auxine, entraînant des altérations dans les schémas de développement et des réponses de croissance chez les plantes.
En raison de son rôle vital dans la croissance des plantes, la perturbation du transport de l'auxine engendre des effets physiologiques significatifs sur leur développement. Les dérivés d'acide phtalamiques sont ainsi des régulateurs de croissance précieux dans divers procédés agricoles. L'application de ces dérivés sur les tiges des plantes peut provoquer diverses réponses, notamment l'abscission, un processus essentiel dans la régulation de la croissance et de la reproduction végétale.
Les effets des dérivés d'acides phtalamiques sur la croissance des plantes peuvent être influencés par divers facteurs, notamment la dose, la durée d'exposition, et les conditions environnementales telles que la température, l'humidité et la qualité du sol.

### Agent d'éclaircissage des arbres fruitiers

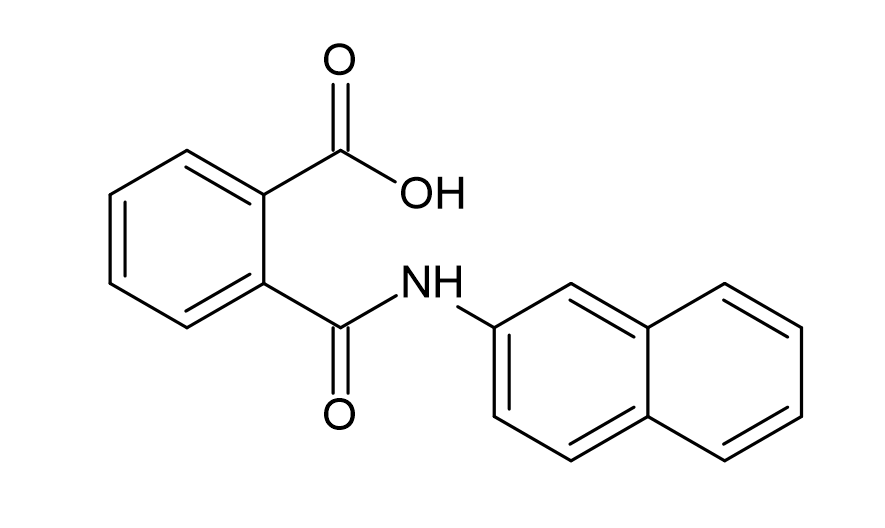
Acide N-1-naphtylphtalamique

L'acide N-1-naphtylphtalamique (NPA), est un agent d'éclaircissage chimique particulièrement efficace pour les drupes, tels que les pêches ou les prunes. Son application aux arbres fruitiers à des moments stratégiques, notamment durant la pleine floraison, provoque le dessèchement des fleurs et leur chute de l'arbre.
En éliminant les fleurs en excès sur les arbres, on minimise la compétition des fruits restants pour les ressources de l'arbre, ce qui permet d'optimiser le processus de croissance des pêches. Ce mécanisme garantit donc une production de fruits avec des tailles satisfaisants les normes de qualité exigées par le marché.
L'éclaircissement des pêches permet aussi une diminution du risque de maladies et de dommages causés par le poids excessif des fruits sur les branches , et une augmentation de la productivité à long terme de l'arbre. Toutefois, il est crucial de réguler avec précision la concentration de NPA utilisée, afin d'éviter un éclaircissage excessif et prévenir d'éventuels effets secondaires non désirés.

### Biomarqueur de l'exposition aux insecticides
L'acide phtalamique est un métabolite courant de plusieurs insecticides, notamment le Folpet (plus couramment appelé Folpel en France) et le Phosmet. Une fois appliqués, ces insecticides sont dégradés par diverses processus métaboliques dont l'acide phtalamique est l'un des principaux produits de dégradation. L'acide phtalamique constitue donc un biomarqueur précieux pour évaluer l'exposition à ces produits chimiques.
La détection de l'acide phtalamique dans des échantillons biologiques tels que l'urine ou le sang, repose sur des techniques analytiques telles que la chromatographie en phase liquide à haute performance ou encore la chromatographie en phase gazeuse. Ces méthodes offrent une grande sensibilité, permettant une quantification précise des concentrations d'acide phtalamique, même à des niveaux très faibles.
Les applications de l'acide phtalamique en tant que biomarqueur s'étendent aux domaines cliniques ainsi qu'environnementaux. Dans un contexte clinique, le suivi des niveaux d'acide phtalamique permet une détection précoce de l'exposition aux pesticides, notamment pour les travailleurs agricoles, facilitant une intervention et une gestion rapide des risques potentiels pour la santé. Dans le domaine de la surveillance environnementale, la mesure de l'acide phtalamique fournit des informations cruciales sur les niveaux de contamination par les pesticides dans les écosystèmes. L'évaluation de sa présence dans des échantillons environnementaux, tels que le sol ou l'eau, permet aux chercheurs d'évaluer l'ampleur de la pollution par les pesticides et ses impacts écologiques potentiels. Ces données peuvent orienter les pratiques agricoles durables et contribuer à la préservation de la santé environnementale.

#### Mécanisme de dégradation du Folpet
Le Folpet est dégradé soit par hydrolyse, soit par réaction avec des thiols, en phtalimide, ce dernier se transformant rapidement par hydrolyse en acide phtalamique, puis en acide phtalique.

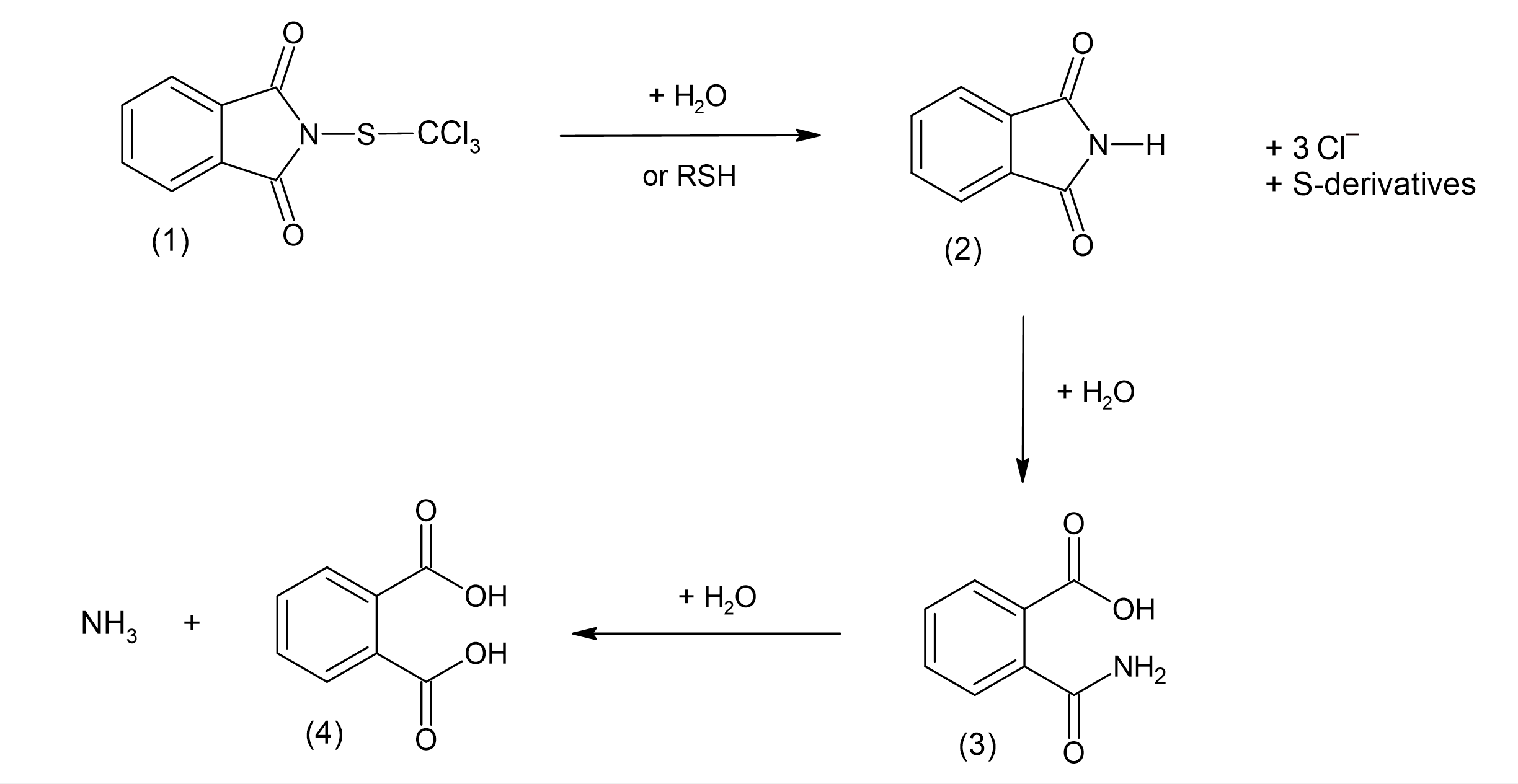
Folpet (1) et ses métabolites : phtalimide (2), acide phtalamique (3) et acide phtalique (4)